# Haplochromis brownae
Haplochromis brownae é uma espécie de peixe da família Cichlidae.
É endémica da Tanzânia.